# James Herbert
James Herbert (ur. 8 kwietnia 1943 w Londynie, zm. 20 marca 2013 w Susseksie) – brytyjski pisarz, twórca horrorów. Oficer Orderu Imperium Brytyjskiego (OBE).

## Powieści

### CyklSzczury
- 1974 Szczury (The Rats)
- 1979 Kryjówka (Lair)
- 1984 Domain
- 1994 The City (powieść graficzna)

### CyklDavid Ash
- 1988 Nawiedzony (Haunted)
- 1994 Duchy ze Sleath (The Ghosts of Sleath)
- 2011 Ash

### Inne powieści
- 1975 Mgła (The Fog)
- 1976 Ocalony (The Survivor)
- 1977 Fuks (Fluke)
- 1978 Włócznia (The Spear)
- 1980 Ciemność (The Dark)
- 1981 Jonasz (The Jonah)
- 1983 Święte miejsce (Shrine)
- 1985 Księżyc (Moon)
- 1986 Dom czarów (The Magic Cottage)
- 1987 Sepulchre
- 1990 Creed (Creed)
- 1992 Zwiastun (Portent)
- 1996 Rok 1948 ('48)
- 1999 Inni (Others)
- 2001 Pewnego razu... (Once)
- 2003 Nikt naprawdę (Nobody True)
- 2006 The Secret Of Crickley Hall

## Adaptacje filmowe i telewizyjne
- 1981 The Survivor (reż. David Hemmings)
- 1982 Oczy w ciemności (Deadly Eyes, reż. Robert Clouse)
- 1995 Psim tropem do domu (Fluke, reż. Carlo Carlei)
- 1995 Nawiedzony (Haunted, reż. Lewis Gilbert)
- 2012 The Secret of Crickley Hall (miniserial, reż. Joe Ahearne)
- 2021 Sanktuarium (The Unholy, reż. Evan Spiliotopoulos)